# Xã Clearwater, Quận Antelope, Nebraska
Xã Clearwater (tiếng Anh: Clearwater Township) là một xã thuộc quận Antelope, tiểu bang Nebraska, Hoa Kỳ. Năm 2010, dân số của xã này là 554 người.